# Следствие ведут ЗнаТоКи. Ответный удар
«Ответный удар» — 10-й фильм (3 серии) из телевизионного детективного цикла «Следствие ведут ЗнаТоКи» 1975 года. Одна из очень редких кино- и телеролей Георгия Менглета, который не любил сниматься в кино (не считая телеспектаклей).

## Сюжет
На приём к полковнику Скопину приходит пожилая женщина с жалобой на странную работу приёмочного пункта вторсырья: приёмщик практически не появляется на работе, а когда появляется — под любым предлогом отказывается принимать макулатуру и тряпьё. При этом по документам приёмщик перевыполняет план по приёму вторсырья у населения. Проверка вскрывает махинации шайки, которая вывозит по подложным документам ценные материалы с государственного предприятия, пропускает их через приёмный пункт, присваивает наличные деньги, предназначенные сдатчикам утиля, а сами материалы сбывает цеховикам. Расследование поручают Знаменскому.
Перевалочным пунктом, где обезличивается «вторсырьё», служит городская свалка. Организатор шайки, заведующий свалкой Воронцов, предвидя скорое разоблачение, предпринимает ответный удар: когда один из подозреваемых по этому делу, Борис Бах, приходит к нему на дачу за помощью, Воронцов лишь советует ему на допросах всю вину брать на себя, чтобы пойти за халатность, а не за групповые хищения. С дачи Баха увозят вместе с подручным Воронцова, Ферапонтиковым, их высаживают на набережной Москвы-реки. Бах находится в стрессовом состоянии и уже пытается утопиться. Ферапонтиков подсказывает ему, как лучше всего это сделать, чтобы оградить своё доброе имя для близких, и диктует текст предсмертной записки. На следующее утро Баха находят мёртвым в реке, а на Петровке получают его предсмертное письмо с обвинениями в адрес следователя. Знаменского отстраняют от ведения дела, его допрашивает прокурор.
Параллельно Томин ведет дело о серии квартирных краж. В каждом случае свидетели видели поблизости от места происшествия мусоровоз. Томин подозревает, что воры как-то связаны с вывозом мусора, и сам «вживается в помоечный быт» — становится завсегдатаем свалки. Краденые серьги видят на манекенщице из Дома моделей Ляле. Томин выясняет, что серьги ей подарил её новый ухажёр — Воронцов.
Полковник Скопин, который принял дело у своего подчинённого Знаменского, продолжает следствие настойчиво и методично. Раскрывается не только вся схема хищений, но и убийство Баха, совершённое Ферапонтиковым, помощником Воронцова, и квартирные кражи: подручные Воронцова действительно подрабатывали «на стороне».
«Ответный удар» — первый цветной фильм в цикле и единственный, состоящий из трёх серий.

## Роли и исполнители
- Георгий Мартынюк — майор Павел Павлович Знаменский
- Леонид Каневский — майор Александр Николаевич Томин
- Эльза Леждей — майор Зинаида Яновна Кибрит
- Семён Соколовский — полковник Вадим Александрович Скопин
- Юрий Горобец — капитан Андрей Иванович Медведев, работник ОБХСС
- Вера Васильева — Маргарита Николаевна, мама Знаменского
- Георгий Менглет — директор свалки Евгений Евгеньевич Воронцов
- Валерий Носик — кладовщик Фёдор Лукич Ферапонтиков
- Анатолий Ромашин — инженер Борис Львович Бах
- Игорь Янковский — приёмщик утильсырья Юрий Моралёв
- Валерий Хлевинский — Валентин, шофёр Воронцова
- Евгений Васильев — Гриша Гусев
- Дмитрий Дорлиак — Миша
- Алла Покровская — Машенька, жена Баха
- Алла Балтер — Ляля, манекенщица дома моделей
- Мария Постникова — Лёля, подруга Ляли
- Георгий Тусузов — букинист на свалке
- Юлия Юльская — Татьяна Сергеевна (посетительница у Скопина)
- Рогволд Суховерко — Калуев (посетитель у Скопина)
- Агрий Аугшкап — эксперт-металловед
- Леонид Персиянинов — директор склада вторсырья
- Юрий Комиссаров — начальник Баха
- Михаил Еремеев — шофёр
- Александр Стрельников — приёмщик
- Владимир Сальников — мужик на свалке
- Пётр Кузовков — Махоркин (посетитель у Скопина)
- Константин Бердиков — участковый инспектор
- Вильгельм Косач — один из проверяющих на городской свалке
- Олег Измайлов — лейтенант, помощник полковника Скопина

## Отзывы
- Александр Трошин. Детектив на каждый день // Советский экран. — 1975. — № 23 (декабрь):

«Рядом с Евгением Евгеньевичем (Георгий Менглет) и его способным учеником Федей Ферапонтиковым (Валерий Носик) заметно потускнели, задержались, что ли, на каком-то возрастном рубеже наши давние знакомцы с Петровки, 38 — Пал Палыч Знаменский (Г. Мартынюк), Шурик Томин (Л. Каневский) и Зиночка Кибрит (Э. Леждей). Для них у авторов не нашлось новых красок».

- Нея Зоркая. Уникальное и тиражируемое. — М.: Искусство, 1981. — С. 85:

«Материалом для фильма послужили драматические события и уголовные преступления, вершащиеся... на московской городской свалке. Здесь мог бы вырасти поистине документальный и аналитический цикл «дел-расследований». И во многих эпизодах «Ответного удара», особенно в эпизодах, связанных с молодыми героями и с жертвой тёмных уголовников — слабым и безвольным совестливым инженером Бахом,— социально-психологическая новизна приносит на телеэкран редкую серьёзность».